# 异步串行通信

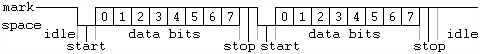
此图中，发送了2个字节，每个包含了开始比特、随后8个数据比特（0-7），以及一个停止比特，总计每帧10个比特。也可以有一个奇偶校验比特。

异步串行通信是一种串行通信，其通信的端点不是被共同的时钟信号持续对齐。在每个数据单元传输时，数据流自带同步信息（开始信号与停止信号）。
RS-232传输ASCII字节时，就常采用这种方式。 
使用异步串行通信，发送方与接收方必须就下述问题达成协议：
- 全双工还是半双工
- 每个字符的比特数
- 比特序：哪个比特先发送
- 线路的每秒比特速率。有些系统能自动检测速率
- 是否使用奇偶校验位
- 如果使用，是奇校验还是偶校验
- 停止比特的最低数量

异步串行通信的开始/停止比特在物理层用于计算机与调制解调器的通信，数据链路使用帧协议如PPP。相比于同步访问的性能损失可以忽略。